# Думузі-пастух
Думузі на прізвисько «пастух» — п'ятий додинастичний цар легендарного періоду до Великого потопу. Згідно з шумерською міфологією, Думузі був пастухом, який став першим царем завдяки своєму шлюбу з богинею Інанною. 

## Міф
На жаль, Інанна намагалася відвоювати потойбічний світ у богині Ерешкігаль і зазнала невдачі. Поки її не було, Думузі розважався з палацовими рабинями, що було порушенням його шлюбного контракту. Коли Інанні дозволили покинути потойбічний світ за умови, що вона знайде собі заміну, Думузі був обраний. Однак він не помер, а став другорядним божеством, покровителем пастухів і суддею в потойбічному світі. Більше того, його сестрі Гештінанні було дозволено зайняти його місце, щоб він міг щороку проводити певний час у верхньому світі.

## Відомості
Останній з трьох відомих міфічних царів другого міста-держави стародавнього Шумеру Бад-Тібіра, розташованого на півдні давньої Месопотамії і правив 10 куль 36 000 років, згідно Ніппурського царського списку. Йому приписують божественне походження та він вважається легендарним правителем (енсі) Шумерів, оскільки його існування не підтверджено іншими джерелами, крім Ніппурського царського списку, який оповідає наступне: «Після того, як царство було послано з небес, Еріду став (місцем) престолу» і його першим архаїчним царем став Алула, який керував містом 8 куль (28 800 років), після нього правителем міста значиться Аллалгар, який керував містом 10 куль (36 000 років). Два царі правили 18 куль (64 800 років). Еріду був залишений, (і) престол був перенесений у Бад-тібіру.
Ен-Менлуана правив в Бад-тібірі 12 куль (43 200 років), після нього правителем міста значиться Ен-Менгалана, який правив 8 куль (28 800 років), а третім і останнім правителем значиться Думузі-рибалка, який правив 10 куль (36 000 років) (цікава обставина, що крім нього точно такі ж роки правління царський список приписує ще двом допотопним царям, представникам I Раннього династичного періоду — Аллалгару, другому правителю Еріду і Зіусудре, третього правителя Шуруппака).
Згідно царського списку до всесвітнього потопу в Шумері по черзі правили 9 царів, почергово змінюваних в 5 містах-державах загальною тривалістю правління 277 200 років. Виходячи з того ж списку можна зробити висновок, що всесвітній потоп трапився 12 000 років до н. е., отже початок правління архаїчного царя Думузі слід віднести до 153 тисячоліття до н. е. Прийнято вважати, що роки його правління значно завищені. Згідно царського списку три царі правили 30 куль (108 000 років). Бад-Тібіра залишений і його престол перенесений у Ларсу зі зведенням на трон нового міфічного царя Ен-Сібзаанни.

## Третя династія Уру
Царі Третьої династії Уру скористалися нібито родинним зв'язком зі справжнім Думузі, щоб претендувати на меншу божественність і право на царство, а також щоб укласти Священний Шлюб між собою і богинею Інанною. Ця практика вимерла, але в пізніші періоди існував щорічний фестиваль на честь Думузі наприкінці місяця Ду'узу (Du’uzu). Під час цього свята все населення, особливо жінки, повинні були плакати і голосити, а також виконувати різні обряди, щоб воскресити Думузі і відправити його назад у потойбічний світ.
Цей культ був дуже поширений на стародавньому Близькому Сході і згадується в Біблії (як Тамуз). Він мав на меті допомогти розквіту любові та чоловічої вірності в укладених шлюбах, надати модель відповідального правління (буквально «пастирства»), з рятівним попередженням про покарання за невдачу, а також надати можливість людям позбутися зла, дозволивши Думузі буквально забрати його з собою, як багато овець, коли він щороку повертався до потойбічного світу. В останніх двох якостях Тамуз став моделлю для пізніших концептуалізацій Христа.

## У культурі
У його честь названа борозна Дімузі на Плутоні.